# Linn LM-1
Linn LM-1 Drum Computer — драм-машина, производившаяся Linn Electronics c 1979 года и выпущенная в 1980-м. Она стала первой драм-машиной, использующей семплы акустических ударных и одной из первых программируемых драм-машин. Она сыграла важнейшую роль в поп-музыке 1980-х, а также появляется на записях таких музыкантов, как Human League, Гэри Ньюман, Майкл Джексон и в особенности Принса. На смену LM-1 в 1982 году пришла LinnDrum.

## Особенности
Как и Oberheim DMX LM-1 была одной из самых первых драм-машин, использующих семплы (предварительно записанные звуковые отрывки). На ней присутствовали двенадцать 8-битовых перкуссионых семпла, каждый из которых мог быть индивидуально настроен: большой барабан, малый барабан, хай-хэт, кабаса, тамбурин, два том-тома, два конга, колокольчик, клаве и хлопки. На машине также были представлены такие функции, как «корректировка времени» (квантование) и «шафл» (свинг), а также возможность соединять паттерны.

## История создания
LM-1 была изобретена американским инженером Роджером Линном. В 1978 году Линн, будучи гитаристом, был не удовлетворён возможностями доступных в тот момент на рынке драм-машин, таких как Roland CR-78, он мечтал о «драм-машине, которая могла бы играть что-то посложнее самба паттернов и не звучала бы как сверчок». Он взял голосовой генератор из Roland драм-машины и написал программное обеспечение для создания паттернов.

## Выпуск
LM-1 была анонсирована в 1979 году и выпущена в 1980 году первым продуктом Linn Electronics. Она продавалась по $5,500. Было изготовлено всего 525 моделей; Линн продал их, демонстрируя её прототипы на музыкальных вечеринках. Самыми ранними покупателями драм-машины стали Питер Гэбриел, Fleetwood Mac и Стиви Уандер. Она сыграла ключевую роль в поп-музыке 1980-х годов и появилась на записях таких музыкантов, как Human League, Гэри Ньюман, Майкл Джексон и в большей степени Принса.
Согласно Guardian, LM-1, как и DMX, помогла зарекомендовать драм-машины, как «надёжные, мощные инструменты», нежели игрушки. В 1982 году она была заменена более дешёвой и стабильной LinnDrum, которая стала коммерческим успехом.

## Доп. ссылки
- | polynominal.com LINN LM1 страница с мануалами и схемами